# 라우로
라우로(이탈리아어: Lauro)는 이탈리아 캄파니아주 아벨리노도의 코무네다.